# Karl Anrather
Karl Anrather (Magrè, 21 maggio 1861 – Magrè, 17 gennaio 1893) è stato un pittore austriaco impressionista.

## Biografia

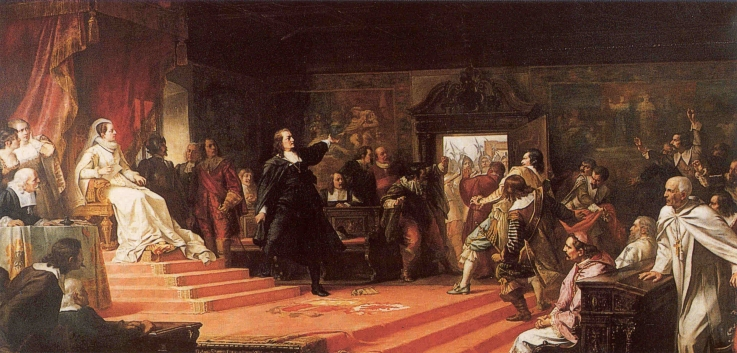
Il cancelliere Biener al Parlamento tirolese

Crebbe in un maso. Il padre avrebbe desiderato che frequentasse la scuola professionale a Innsbruck. Contro la volontà paterna ha studiato invece pittura all'Accademia delle belle arti di Monaco di Baviera e, successivamente, a Vienna. Oggi è  considerato uno dei  più importanti pittori altoatesini della fine del XIX secolo.
Le sue due opere principali sono La cartomante e il dipinto monumentale Il cancelliere Biener al Parlamento tirolese. Quest'ultimo, dipinto nel 1890, raffigura l'incontro tra Claudia de' Medici e Wilhelm Biener al parlamento di Innsbuck nel 1640, ed è stato acquistato dal Land Tirolo per la sua notorietà, ed è esposto nel Neues Landhaus. Oltre ai dipinti di scene di genere e a quelli a tema storico, significativi sono anche i numerosi ritratti sia di persone della sua cerchia familiare che di personaggi pubblici.
Anrather morì a 31 anni, a causa di una malattia ai polmoni.